# Sénergues
Sénergues är en kommun i departementet Aveyron i regionen Occitanien i södra Frankrike. Kommunen ligger  i kantonen Conques som ligger i arrondissementet Rodez. År 2022 hade Sénergues 424 invånare.

## Befolkningsutveckling
Antalet invånare i kommunen Sénergues
Referens: INSEE